# Tom Sawyer (Schiff)
Die Tom Sawyer, benannt nach der Hauptfigur des Romans Die Abenteuer des Tom Sawyer von Mark Twain, ist ein RoPax-Fährschiff der deutschen Reederei TT-Line. Ursprünglich wurde es als Robin Hood in Dienst gestellt und trug später den Namen Nils Holgersson.

## Geschichte
Im April 1988 begann die Bremerhavener Werft Schichau Seebeck mit dem Bau einer neuen Fähre für die TT-Linie, die am 10. September 1988 vom Stapel lief. Am 27. Januar 1989 übernahm die TT-Line das neue Schiff und stellte es tags darauf in Dienst. Gemeinsam mit dem im Oktober 1988 in Dienst genommenen Schwesterschiff Nils Dacke, sowie den Fähren Nils Holgersson und Peter Pan, bediente die Robin Hood die Strecke Travemünde–Trelleborg. Sie wurde dabei vor allem im Frachtverkehr eingesetzt.

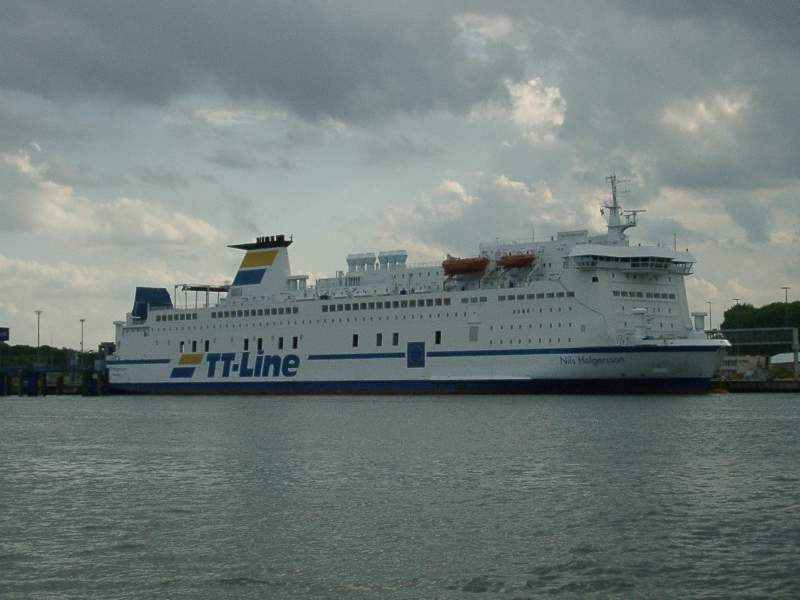
Nils Holgersson

Da die Nils Holgersson 1993 nach Frankreich verkauft und die Peter Pan im selben Jahr nach Australien ging, benötigte die TT-Line Ersatz für beide Schiffe. Anstelle von Neubauten entschied die Reederei, die beiden RoPax-Fähren Robin Hood und Nils Dacke umbauen zu lassen. Dabei sollte die Passagierkapazität und der Komfort erhöht werden. Die Robin Hood ging daher am 7. Dezember 1992 an die Wärtsilä-Werft in Turku, wo sie bis zum 30. März 1993 umgebaut wurde. Das teils offene, obere Fahrzeugdeck (Wetterdeck) wurde komplett überbaut, wodurch das oberste der drei Kabinendecks (Deck 5) zusammen mit dem darüber liegenden Restaurantdeck (Deck 6) bis hinten durchgehend verlief. Am Heck des Schiffes wurde für die Eigenversorgung ein Containerkran installiert, der Schornstein erhöht und die Zahl der Rettungsmittel vergrößert. Die Passagierzahl stieg von 300 auf 1044 an, während die Fahrzeugkapazität deutlich geringer ausfiel. Mit dem Abschluss der Umbauarbeiten erhielt die Fähre den Namen Nils Holgersson und kam am 2. April 1993 wieder in den Liniendienst zwischen Travemünde und Trelleborg, den sie in den folgenden Jahren versah.

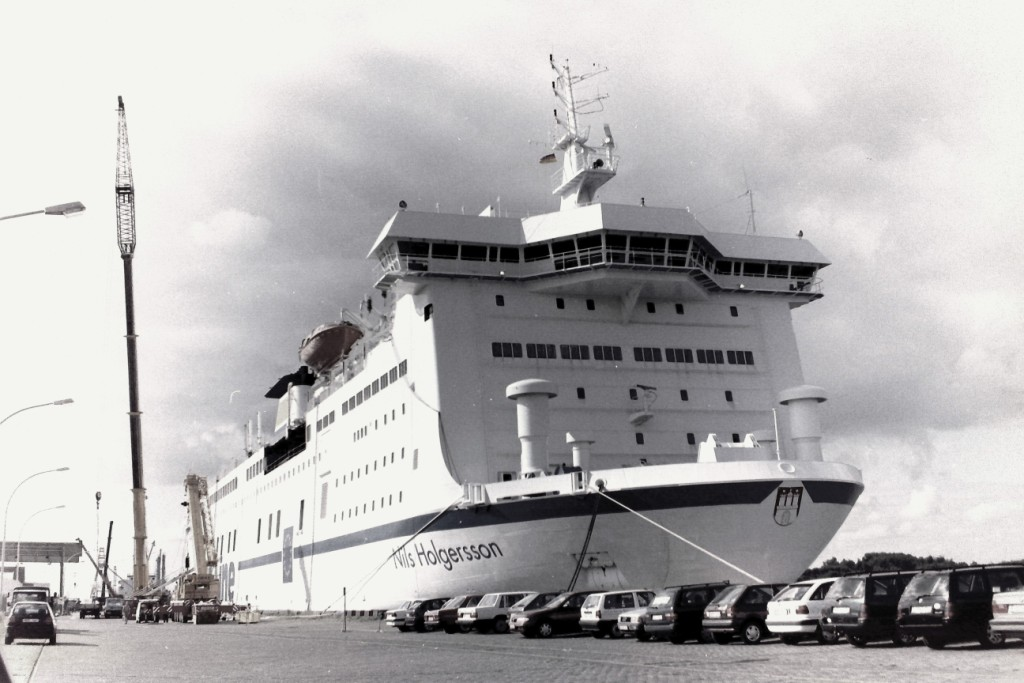
Nils Holgersson wird in Bremerhaven umgebaut (2001).

Mit der Zeit änderte sich der Marktbedarf deutlich. Während die Passagierzahlen durch das Ende des Duty-free-Verkaufs und einer geringeren Reiselust sanken, stieg das Frachtaufkommen zwischen Schweden und Deutschland an. Die Nils Holgersson genügte den Erfordernissen nicht mehr und wurde daher 2001 durch einen gleichnamigen Neubau ersetzt. Ein angedachter Verkauf der alten Fähre unterblieb, da auf der Fährverbindung Rostock–Trelleborg größere Schiffe benötigt wurden. Stattdessen ging das Schiff an ihre Bauwerft nach Bremerhaven, wo es wieder in eine RoPax-Fähre zurückgebaut wurde. Dabei entfernte die Werft die beim ersten Umbau hinzugekommenen Aufbauten weitgehend und installierte ein offenes Ladedeck. Dadurch standen nun 2000 Lademeter zur Verfügung, während sich die Passagierkapazität auf 328 Personen verringerte. Der im August 2001 begonnene Umbau war am 12. Oktober 2001 beendet. An diesem Tag erhielt das Schiff den neuen Namen Tom Sawyer. Dieser war durch einen Wettbewerb innerhalb der Belegschaft der TT-Line festgelegt worden. Das ebenfalls umgebaute Schwesterschiff erhielt den Namen Huckleberry Finn.
Die Tom Sawyer begann am 15. Oktober 2001 ihren Liniendienst zwischen Rostock und Trelleborg. Am 21. Januar 2004 lief in Trelleborg Öl aus einem Riss zwischen Ölbunker und Ballasttank in das Hafenbecken, was zu einem Werftaufenthalt in Rostock zwang.

## Technik
Die Tom Sawyer ist 177,2 m lang und 26,0 m breit. Ihr maximaler Tiefgang beträgt 5,75 m. Das mit 26.478 BRZ vermessene Schiff hat eine Tragfähigkeit von 6300 tdw und eine Frachtkapazität von 2300 Lademetern. Diese ist ausreichend für 160 Sattelauflieger oder 500 Pkw. Die Tom Sawyer kann 328 Passagiere aufnehmen, für die jeweils eine Koje zur Verfügung steht.
Ursprünglich konnte die Fähre bei gleicher Bruttoraumzahl 8900 tdw laden. Bei nur 300 Passagieren und 284 Kojen verfügte das Schiff über 2250 Lademeter. Nach dem ersten Umbau sank diese Zahl auf 1480 Lademeter, während nun für 1044 Passagiere 1020 Kojen an Bord vorhanden waren. Als Nils Holgersson war das Schiff mit 30.825 BRZ vermessen. Seine Tragfähigkeit betrug hingegen nur noch 5500 tdw.
Die Fähre wird von vier Dieselmotoren angetrieben. Die von MAN-B&W hergestellten Motoren leisten zusammen 14.800 kW und beschleunigen die Tom Sawyer auf 18,0 kn.